# Synagogue Maisel
La synagogue Maisel est une synagogue néo-gothique de Prague, datant de 1590-1592 et reconstruite en 1893-1905. Située dans l'ancien ghetto juif de la ville, Josefov, elle abrite la première partie d'une exposition consacrée à l'histoire des Juifs en Bohême et en Moravie (débuts du peuplement, débuts de l'émancipation).

## Historique
La synagogue Maisel est construite entre 1590 et 1592 par Mordechai Maisel, primat de la Cité juive de Prague, qui finance une vaste rénovation du ghetto pendant la Renaissance. Les architectes sont Josef Wahl et Juda Goldsmied de Herz.
En 1689, le bâtiment originel est gravement endommagé lors d'un incendie. Il est ensuite rénové dans le style Baroque.
Plus tard, il fait l'objet d'une restauration dans le style néo-gothique, menée par le professeur A. Grott en 1893-1905. Tout ce qui reste du bâtiment Renaissance originel est le plan de la nef centrale tripartite, avec sa galerie réservée aux femmes à l'étage.

## Exposition
La première partie d’une exposition consacrée à l'histoire des Juifs en Bohême et en Moravie depuis les débuts du peuplement jusqu'aux débuts de l'émancipation se tient actuellement dans la synagogue Maisel, à l’initiative du Musée Juif.